# 甘比尔
甘比尔（法語：Gambier，法語發音：[ɡɑ̃bje]）是法国海外集体法屬玻里尼西亞土阿莫土-甘比尔群岛行政区的一个市镇，领土涵盖同名群岛外加土亞莫土群島的几个環礁，行政中心位于芒阿雷瓦岛的里基泰阿。

## 地理
甘比尔（23°8'2"S, 134°56'42"W）面积31 平方千米，位于法国海外集体法屬玻里尼西亞甘比爾群島与土亞莫土群島。
甘比尔下辖的主要岛屿和环礁如下：
- 阿卡馬魯島
- 昂阿考伊塔伊岛
- 奧凱納島
- 卡馬卡島
- 馬卡羅阿島
- 芒阿雷瓦岛
- 马努伊岛（英语：Manui）
- 瑪麗亞環礁
- 南马鲁特阿环礁
- 馬圖雷伊瓦沃環礁
- 莫拉內環礁
- 塔拉瓦伊島
- 泰莫埃環礁
- 泰納拉羅環礁
- 泰纳龙阿环礁
- 瓦杭阿環礁

由于甘比尔领土为海洋中的岛屿和环礁，故不与任何市镇接壤。

## 行政
甘比尔的邮政编码为98755、98792、98793，INSEE市镇编码为98719。

## 政治
甘比尔的现任市长为瓦伊·古丁（Vai Gooding）先生，任期为2020-2026年。

## 人口
甘比尔于2022年时的人口数量为1,570人。